# Запорізький окружний адміністративний суд
Запорізький окружний адміністративний суд — місцевий спеціалізований адміністративний суд першої інстанції, розташований у місті Запоріжжі, юрисдикція якого поширюється на Запорізьку область.

## Компетенція
Місцевий адміністративний суд при здійсненні судочинства керується Кодексом адміністративного судочинства України. Він розглядає адміністративні справи, тобто публічно-правові спори, у яких хоча б однією зі сторін є орган виконавчої влади, орган місцевого самоврядування, їхня посадова чи службова особа або інший суб'єкт, який здійснює владні управлінські функції. Іншою стороною є приватний елемент (громадянин, юридична особа приватного права тощо).
До числа адміністративних справ належать, зокрема, спори фізичних чи юридичних осіб із суб'єктом владних повноважень щодо оскарження його рішень (нормативно-правових актів чи правових актів індивідуальної дії), дій чи бездіяльності; з приводу прийняття громадян на публічну службу, її проходження, звільнення з публічної служби; щодо виборчого процесу тощо. В окремих випадках адміністративний суд розглядає справи за зверненням суб'єкта владних повноважень.
Адміністративний суд розглядає справу, як правило, за місцезнаходженням відповідача, тобто якщо офіційна адреса відповідача зареєстрована на території юрисдикції цього суду.

## Утворення
Підставою до утворення Запорізького окружного адміністративного суду послужив Указ Президента України «Про утворення місцевих та апеляційних адміністративних судів, затвердження їх мережі та кількісного складу суддів» від 16.11.2004 № 1417/2004.
04.10.2007 Запорізький окружний адміністративний суд було зареєстровано як юридичну особу.
Процесуальну діяльність з розгляду адміністративних справ Запорізький окружний адміністративний суд розпочав в грудні 2008 року.
Станом на січень 2009 року адміністративне судочинство в Запорізькому окружному адміністративному суді здійснювали 8 суддів: Прудивус О. В., Нечипуренко О. М., Щербак А. А., Стрельнікова Н. В., Малиш Н. І., Каракуша С. М., Нестеренко Л. О., Матяш О. В.
В грудні 2012 року суддівський корпус Запорізького окружного адміністративного суду був сформований повністю і склав 28 суддів.

## Розташування
З жовтня 2007 року суд знаходився в приміщенні Запорізької обласної державної адміністрації. В грудні 2008 року Запорізький окружний адміністративний суд розташувався в частині приміщення чотирьохповерхової адміністративної будівлі за адресою: м. Запоріжжя, вул. Сергія Синенка, буд. 65-В.

## Керівництво
Голова суду — Прудивус Олег Васильович
 Заступник голови суду — Садовий Ігор Вікторович
 Керівник апарату — Балика Любов Михайлівна.

## Судді
Відповідно до Указу Президента України від 16.05.2007 № 417/2007 «Про кількісний склад суддів адміністративних судів» у Запорізькому окружному адміністративному суді штатна чисельність суддів становить 28 осіб.